# 山藤史也
山藤 史也（さんとう ふみや、1984年12月13日 - ）は、日本のラグビー選手。

## プロフィール
- 広島県出身[1]。
- ポジションはセンター(CTB)。
- 身長 180cm、体重 80kg
- ニックネームはサントゥー、サンス。

## 略歴
小学1年生からラグビーを始めた。
2003年、安芸南高校卒業後、日本体育大学に入る。
2007年、日本体育大学卒業後、リコーブラックラムズに加入。
2018年、リコーブラックラムズを退団した。